# 조지 S. 패튼
조지 S. 패튼 또는 본명 조지 스미스 패튼 3세(George Smith Patton III, 1885년 11월 11일~1945년 12월 21일)는 제2차 세계 대전 동안 지중해 전역에서 제7군을, 그리고 1944년 6월 노르망디 상륙 이후에는 프랑스와 독일에서 미국 제3군을 지휘했던 미국 육군 장군이다.
1885년에 태어난 패튼은 버지니아 군사학교와 미국 육군사관학교(웨스트포인트)를 졸업했다. 그는 펜싱을 공부했으며, "패튼 사브르"로 잘 알려진 M1913 기병 사브르를 설계했다. 1912년 스웨덴 스톡홀름에서 열린 하계 올림픽에서는 근대 5종 경기에 참가했다. 
그는 1916년 판초 비야 원정에서 미국의 첫 기계화차량을 이용한 군사 작전에 참전하며 처음으로 실전에 나섰다. 제1차 세계 대전 당시 미국 원정군의 새로운 전차 부대인 미국 전차군단에서 복무하며, 프랑스에서 전차 학교를 맡기도 했고, 실제로 전차를 이끌고 전투에 참여하기도 했다. 제1차 세계 대전 막바지에는 부상을 입기도 했다. 전간기에는 미국 육군의 기갑전 교리 발전의 핵심 인물로 활동하며 미국 내 여러 보직에서 근무했다. 
제2차 세계 대전이 발발했을 때는 미국 제2기갑사단을 지휘했다. 패튼은 1942년 횃불 작전(Operation Torch)에서 카사블랑카 침공을 이끌며 지중해 전역에 투입되었고, 사기가 저하된 제2군단을 신속히 재건하며 유능한 지휘관으로 자리 잡았다. 시칠리아 침공 당시에는 미국 제7군을 이끌며 메시나에 도달한 첫 연합군 지휘관이 되었으나, 전쟁 신경증(현재의 PTSD)으로 고통받던 두 병사를 폭행하며 논란에 휘말렸고, 일시적으로 전장에서 지휘권을 박탈당했다. 이후 그는 오버로드 작전(Operation Overlord)을 위한 연합군의 군사 기만 작전인 포티튜드 작전(Operation Fortitude)에서 중요한 역할을 맡았다. 서유럽 연합군의 프랑스 침공이 시작되었을 때, 패튼은 제3군을 지휘하게 되었고, 프랑스 전역에서 신속하면서도 성공적으로 기갑 부대를 지휘했다. 그의 과감한 리더십 아래, 제3군은 벌지 전투(Battle of the Bulge)에서 바스토뉴에 고립된 미군을 구출하는 데 선두 역할을 했고, 전쟁 말기에는 독일 본토로 깊숙이 진격했다.
독일 점령기 동안 패튼은 바이에른 군사총독으로 임명되었으나, 소련을 향한 공격적인 발언과 비나치화 정책에 대한 비판으로 인해 직위에서 해임되었다. 이후 약 두 달 동안 미국 제15군을 지휘했다. 그는 자동차 사고로 중상을 입은 뒤, 1945년 12월 21일 독일에서 사망했다.
패튼은 다채로운 이미지, 과감한 성미, 성공적인 지휘관으로 이름을 날렸으나, 동시에 공개 발언의 논란으로도 주목받았다. 선두에서 지휘하며 부하들에게 영감을 주는 그의 지휘방식과 과감하고 때로는 거친 표현으로 유명한 연설은 부하들에게는 긍정적으로 받아들여졌다. 그러나 연합군 고위 지휘부 내에서는 논란을 일으키기도 했다. 특히, 자신의 사위인 존 K. 워터스 중령을 포로수용소에서 구출하기 위해 실패할 것이 뻔한 바움 특수부대를 파견한 것은 그의 상급자들과의 관계를 더 악화시켰다. 그러나 그의 신속하고 공격적인 전투 방식은 매우 효과적이었으며, 독일 고위 지휘부에서도 그를 높이 평가했다. 1970년 개봉된 수상 경력의 전기 영화 패튼(Patton)은 그의 이미지를 더욱 대중화시켰다.

## 생애

### 유년기와 청년기
1885년 미국 캘리포니아주 '레이크 비니어드'에서 태어났다. 그의 집안은 스코틀랜드계열로 대대로 군인 집안이었다. 그의 할아버지 '스미스 패튼'은 남북 전쟁 당시 남군 기병대의 대령으로 활약했던 인물이었다. 조지 패튼은 어린 시절부터 할아버지의 영향을 많이 받아 성장하였고, 유복하게 지냈다고 한다.
12살 나이에 패튼은 학교에 들어갔다. 학창시절 패튼은 수학을 제외한 나머지 학업 성적은 항상 상위급이였다고 한다. 그러나, 그가 가장 취약했던  수학 과목 때문에  웨스트포인트 사관학교 입학시험에서 한번 낙방한다.

### 군생활

#### 멕시코 내전과제1차 세계 대전활약
소위 임관 직후 터진 멕시코 내전에서 토벌군 사령관 존 퍼싱의 부관으로 참전, 판초 비야의 반란군 지휘소를 기습하여 장군 하나를 권총으로 사살한 뒤 자동차 본네트에 매달고 개선하는 기행활약을 벌여 일약 유명해졌다. 그가 말하길 처음으로 실전을 봤을때에 긴장과 겁에 질려 몸이 얼어붙어서 죽기 일보직전이였는데, 갑자기 하늘에 그를 데리러온 기라성같은 조상님들이 노려보는 것을 보고 죽어서 그들을 대하는게 더 무서워져서 용기를 내어 전투를 승리로 이끌었다고 한다. 그리고 1917년 제1차 세계대전에 미군 참전이 결정되자 역시 원정군 사령관이 된 퍼싱 장군의 발탁으로 미군 최초의 기갑부대 지휘관이 된다. 이후 그는 철저한 기동전의 신봉자가 된다.

#### 제2차 세계 대전
기동전의 신봉자로 알려져있으며 동시대에 활약했던 영국군의 버나드 몽고메리와의 의견 다툼은 늘 말썽거리였다. 둘의 지휘성향은 확연히 달랐는데, 연설에 욕설을 즐겨 쓰며, 불같은 정열을 드러내는 패튼과 달리 몽고메리는 외양에서 두드러지려는 노력을 기울였다. 또한 전투계획자로 불리는 신중한 타입의 몽고메리에 비해서 패튼의 지휘관은 적의 약점을 즉시 공략하여 신속한 기동으로 적을 제압하는 방식이었다. 이 둘은 네덜란드와 벨기에를 진격하여 독일로 진입하려는 시도에서 자주 부딪혔으며, 아이젠하워는 이 둘의 중재자로서 최대한 공평한 기회를 주고자 노력했다. 결국 어느 누구도 소련보다 베를린에 먼저 갈 수 없었다.
횃불 작전에서 패튼은 프레덴덜 장군과 함께 참전했지만 튀니지에서 시디 부지드 카세린에서 롬멜에 의해 패배를 당해 조롱 받게 되자 3월 6일 로이드 프레덴덜을 2군단장직에서 경질 시키고 패튼은 중장으로 진급과 동시에 2군단장으로 임명되었다.
패튼 장군은 아프리카 전투 직전, 이기지 못하면 한 사람이라도 돌아오지도 말라고 부하들에게 말했고 엘 게타르 전투에서 첫 승리를 거뒀다.
그러나 패튼이 원하던 롬멜과의 대결은 병으로 인해 본국에 가 있었기 때문에 대결이 무산되어 아쉬워 했다.
북아프리카 작전(1942 ~ 1943)을 마친 뒤 시칠리아에 주둔하고 있는 제7군을 지휘했으며, 휘하의 기갑부대를 신속하게 움직여 팔레르모를 점령했다(1943).
1944년 여름 조지 패튼은 대담한 발상과 거침없는 전진 그리고 통상적인 군대의 규칙을 무시한 작전을 벌여 휘하의 제3군을 이끌고 북부 프랑스 지역을 순식간에 점령함으로써 군대에 몸담은 이래 최고의 순간을 맞이했다. 8월 1일부터 작전에 들어간 패튼의 기갑부대는 그달 말에 마옌·라발·르망·랭스·샬롱을 함락시키고, 12월에는 대규모로 벌어진 벌지 전투에서 바스토뉴를 방어하는 중요한 역할을 했다. 1945년 1월말 패튼의 부대는 독일 국경선에 이르렀고 3월 1일 트리어를 점령했다. 그 뒤 10여 일 동안 모젤 강 북쪽 지역을 완전히 연합군의 수중에 넣고 수천 명의 독일군을 포로로 잡았다. 또한 패튼의 군대는 제7군과 합류해 독일군 10만 명을 포로로 잡으며 자르와 팔츠 지방을 점령했다.
이러한 군사적인 성공으로 인해 군당국은 민간인들이 패튼의 행동에 대한 강력한 비판을 제기했음에도 이를 무마하고 넘겨버렸다. 예를 들어 조지 패튼은 1943년 8월 전투신경증에 걸려 병원으로 후송되어가던 병사를 때린 일이 있었다. 뒤에 패튼이 공식적으로 사과를 했지만 이 일은 널리 보도되었다. 전후 패튼은 연합국들이 독일에서 벌인 탈나치화 정책에 공공연히 반대하다가 1945년 10월 제3군 사령관직에서 해임되었다.그는 아우토반을 달리다 만하임 근처에서 자동차 사고를 당했다. 이후 하이델베르크의 병원에서 사망했다.